# Dolicholatirus
Dolicholatirus là một chi ốc biển, là động vật thân mềm chân bụng sống ở biển trong họ Fasciolariidae.

## Các loài
Các loài trong chi Dolicholatirus gồm có:
- Dolicholatirus acus (Adams & Reeve, 1848)[2]
- Dolicholatirus bairstowi (G.B. Sowerby III, 1886)
- Dolicholatirus bozzetti Lussi, 1993[3]
- Dolicholatirus celinamarumai Kosuge, 1981[4]
- Dolicholatirus fernandesi Bozzetti, 2002[5]
- Dolicholatirus lancea (Gmelin, 1791) [6]
- Dolicholatirus minusculus Bozzetti, 2007[7]
- Dolicholatirus pauli (McGinty, 1955)[8]
- Dolicholatirus smithi Snyder, 2000[9]
- Dolicholatirus spiceri (Tenison-Woods, 1876)[10]
- Dolicholatirus thesaurus (Garrard, 1963)[11]